# Traktor (píseň)
„Traktor“ je jednou z nejznámějších skladeb punkové hudební skupiny Visací zámek. Její kořeny sahají do roku 1976, kdy Michal Pixa dostal na tuto píseň nápad. Do finální podoby a plnohodnotné písně ji dopracovali společně s Janem Haubertem v roce 1982 během zkoušek před prvním koncertem skupiny Visací zámek.
Premiéru měla píseň během tohoto prvního koncertu 7. prosince 1982. Vyšla hned na prvním albu skupiny Visací zámek z roku 1990, nahrávaném ale ještě těsně před sametovou revolucí, a tak zazněla kvůli panujícím poměrům doznívajícího komunistického režimu v pozměněné verzi s mírnějším textem. Ta se tak paradoxně stala známější než originál. V originále běžně hraném na koncertech byla poprvé píseň vydána v roce 1993 pod názvem „Trakař“ na albu Traktor, od té doby se skladba objevila na mnoha dalších albech.
Skladba s refrénem o traktoru Zetor, který „jede do hor orat brambor“, je vlastně dramatickou groteskou o zoufalém traktoristovi, který od brzkého rána do večera pracuje, a nezbývá mu po celodenní dřině nic jiného než se večer opít v hospodě a „spustit se“ s místní poběhlicí. Neustálou prací deprimovaný opilý traktorista potom zabije svou ženu, v mírnější verzi družstevní prase.
Píseň se stala podle některých autorů pomyslnou hymnou české punkové scény, takřka zlidověla a hraje se například i u táboráků. Dočkala se ocenění v čtenářské anketě pořádané portálem iDNES.cz, v které čtenáři označili kytarový riff „Traktoru“ s přehledem za nejlepší český kytarový riff všech dob.

## Historie

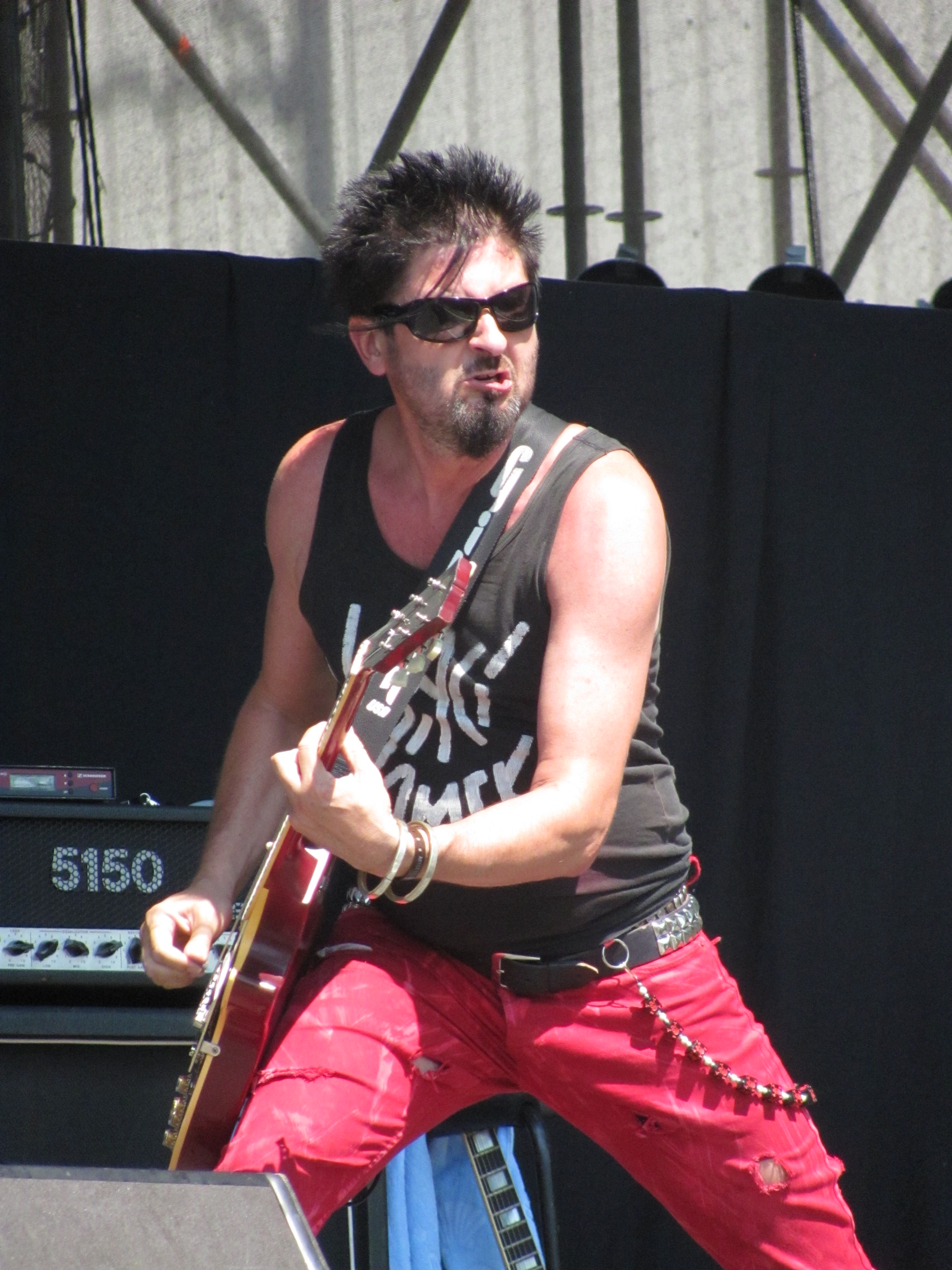
Michal Pixa během koncertu Masters of Rock ve Vizovicích, 2010

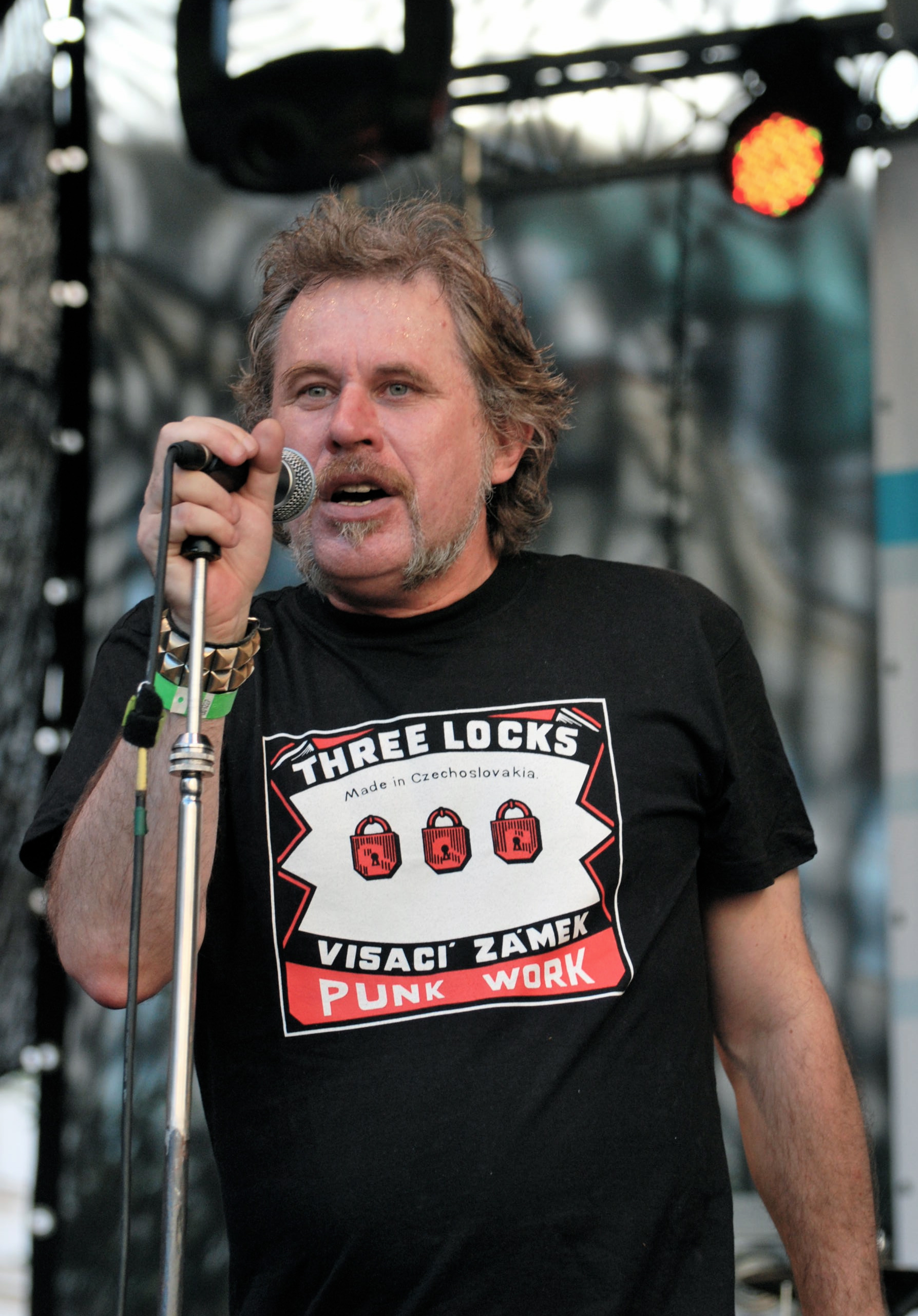
Jan Haubert na koncertě na Václavském náměstí v Praze v rámci akce Týden svobody, 2011

Skladbu „Traktor“ složil Michal Pixa, dle svých vzpomínek, v roce 1976, když mu bylo 16 let. Stalo se tak během povinné bramborové brigády v Horním Dvořišti. Dle jeho slov šlo o reakci na bídný život traktoristy, který si navíc jen tak seděl v traktoru, zatímco brigádníci se museli válet dva týdny v hlíně a tahat z ní brambory.
| „             | „Ryl jsem tam držkou v zemi při sběru a jako městské dítě viděl beznaděj jézéďáka, který musí vstávat v pět ráno, aby vše stihl.“ | “ |
| — Michal Pixa | |   |

Podle zpěváka Jana Hauberta ale Pixa přinesl jen text a hudbu k němu spontánně složili spolu během jedné ze zkoušek roku 1982. To už společně studovali Stavební fakultu Českého vysokého učení technického v Praze a zakládali společně s Ivanem Rutem, Jiřím Pátkem a Vladimírem Šťástkou kapelu Visací zámek. Haubert vzpomíná, jak přišel Michal Pixa „trochu v ráži“ z hospody a začal hrát riff „Traktoru“ a k tomu začal zpívat. Haubertovi se slogan v refrénu velmi líbil, společně pak dopsali ještě dvě sloky a píseň byla hotová, podle slov Hauberta „asi za půl hodinky“.
V této době skládali svoje první písničky, většinou když se vrátili z pražské restaurace Hrádek zpátky na strahovské koleje a „popadli španělky a (…) blbli“. Tak vznikly například skladby „Traktor“ nebo „Stánek“. Během dvou zkoušek před prvním koncertem vzniklo 15 skladeb, kromě „Traktoru“ třeba „Cigára“ a „Vlasta“.
Píseň „Traktor“ měla premiéru během prvního koncertu skupiny 7. prosince 1982 v pražském klubu 007 na Strahově. Na prvním albu skupiny je nahraná upravená verze písně, kde místo své ženy a dětí „jezeďák“, tedy zmiňovaný traktorista, zabije prase. Ostrá, neupravená verze písně by v době přípravy nahrávání neprošla kvůli tehdejším poměrům před sametovou revolucí. Na koncertech hraje skupina píseň v původní ostřejší verzi, která poprvé vyšla pod názvem „Trakař“ na albu Traktor z roku 1993.
Přibližně v květnu 1984 si skupina Visací zámek změnila název právě na Traktor podle svého největšího hitu, aby unikla neustálým zákazům a perzekucím tehdejšího režimu vůči této tehdy spíše recesistické, nicméně punkové skupině. V říjnu 1985 se skupina dočasně přejmenovala na V. Z. (V zastoupení) a k původnímu názvu Visací zámek se vrátila v dubnu 1987.
V devadesátých letech se kapela snažila na chvíli bojovat s přílišnou popularitou písně, a proto ji přestala hrát na koncertech. Skupina nechtěla skončit jako kapela několika slavných písní, lidé zpod pódia ale křičeli, že „Traktor“ chtějí, a tak se brzy ukázalo, že bez této písně není možné koncertovat. Vzdor kapely tak vydržel tři koncerty. Kytarista Ivan Rut si dokonce nechal vyrobit kytaru s tělem ve tvaru traktoru Zetor, kterou často používá při hraní této písně na koncertech.
Vedle kusů jako „Cigára“ nebo „Vlasta“ je „Traktor“ jednou z písní, díky které se Visací zámek proslavil. Haubert pokládá za nejlepší hity Visacího zámku společně s „Traktorem“ i „Stánek“, „Dopravní značky“, „Vlastu“, „Domovnici“. Další hity pak vidí mezi novějšími písněmi jako například „Známku punku“, která podle něj zatím jako dosud jediná překonala svou pověstí „Traktor“.
Dnes již legendární skladba se stala pomyslnou hymnou české punkové scény. Hraje se také například na dětských táborech nebo u táboráků a před listopadem 1989 ji bylo slyšet třeba i na brigádách. Zatímco na brigády studenti přestali po listopadu 1989 ve velkém jezdit, píseň si zpívají dál. Byla převzata do zpěvníku dalších generací. Na refrén písně někdy odkazují novináři, například pokud se mluví o Visacím zámku, o traktorech Zetor nebo o bramborových brigádách.

## Rozbor písně

### Příběh a význam

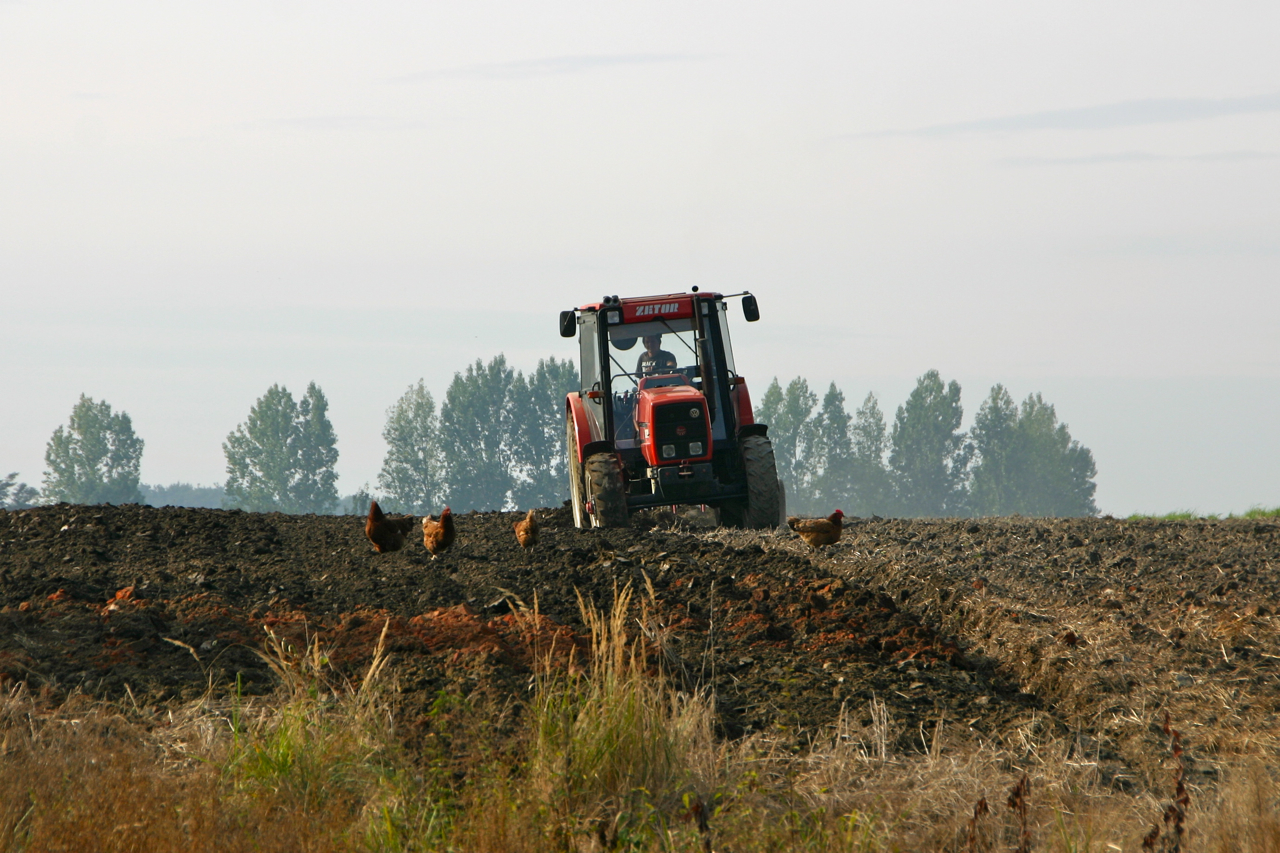
Traktor Zetor orající lán

Text písně začíná prvním refrénem o traktoru Zetor, který „jede do hor orat brambor“. V první sloce je popsán koloběh práce zemědělců při pěstování brambor a sloka je zakončená tím, že zemědělec vyhledá místní lehkou děvu jako svou společnici pro nadcházející večer. Následuje druhý refrén s několikačetným zvoláním „kriminalita mládeže“. V další sloce, než se opět zopakuje druhý refrén, má zemědělec se svou společnicí radovánky před hospodou a děva mu navrhuje, aby zabili jeho manželku i děti. V třetí sloce opilý zemědělec zabije manželku a děkuje své společnici pro tento večer. Následně zabije i ji, a to probodnutím vidlemi. Po opakování druhého refrénu skladbu uzavírá pasáž ze začátku písně o traktoru Zetor.
V prvopočátcích během československého komunistického režimu musela kapela odevzdávat před každým koncertem repertoárový list, většinou včetně textů. Písně se musely předkládat komisím pro lustraci nezávadnosti textů Aby pořadatelé píseň „unesli“, předkládala jim skupina pozměněnou skladbu s mírnějším textem v druhé a třetí sloce, kde „jezeďák“ zabije místo manželky vepříka. Konkrétně v druhé sloce se zemědělec s lehkou děvou opíjí před hospodou a společně spřádají plán na to, že zabijí družstevní prase a pak si užijí i v posteli. V třetí sloce opilý zemědělec dílo dokoná, čehož okamžitě lituje, ale přesto putuje i se svou společnicí do vězení. Tato nepůvodní varianta je paradoxně známější než originál, protože byla vydána na prvním albu skupiny.
Píseň je podle rozhovoru Ondřeje Horáka s Michalem Pixou vlastně dramatickou groteskou, jejímž hlavním protagonistou je zoufalý traktorista pracující od pěti ráno až do večera. Při takové práci mu nezbývá nic jiného, než se jít večer opít a namluvit si zdejší poběhlici. Potom v písni zabije svoji manželku i onu poběhlici. Výkřik „kriminalita mládeže“ chápe Pixa jako akt vraždy deprimovaným traktoristou. Haubert v tom naopak vidí odkaz na tehdy všudypřítomnou kriminalitu mládeže, sousloví, které bylo v socialistickém tisku takřka ustáleným spojením, zatímco uvědomělí straníci se kriminalitě nevěnovali.

### Verše
Literárně je první refrén skladby tvořen čtyřverším se sdruženým úplným postačujícím rýmem na koncové hlásky -or (traktor, Zetor, hor, brambor). Druhý refrén obsahuje dvakrát zopakované krátké čtyřverší kriminalita, kriminalita, kriminalita mládeže.
Sloky jsou tvořeny dvojicí tříveršových částí. První sloku tvoří jedno trojverší rýmované na hlásky -jí (zasejí, pohnojí, vyrejí) a druhé trojverší rýmované na -stí (namastí, zachrastí), nicméně zakončené třetím veršem bez rýmu (povětrnou). V druhé sloce se však již mezi sebou verze liší: obě mají shodné první trojverší zakončené rýmem na -ou (jdou, hospodou, radujou), druhé trojverší se liší v posledních dvou verších a zakončuje jej rým na hlásky -em (u verze s ženou a dětmi opijem, zabijem, ubijem, u verze s družstevním prasetem opijem, zabijem, užijem). Třetí sloka už se liší celá a v první verzi jsou všechny verše obou trojverší zakončeny rýmem na hlásky -je (opije, zabije, poblije, děkuje, prokleje, hnoje), zatímco v druhé verzi s jinak stejným rýmem se poslední verš nerýmuje a na jeho konci se opakuje slovo z první sloky (opije, zabije, vzpamatuje, lituje, putuje, povětrnou).

### Hudba

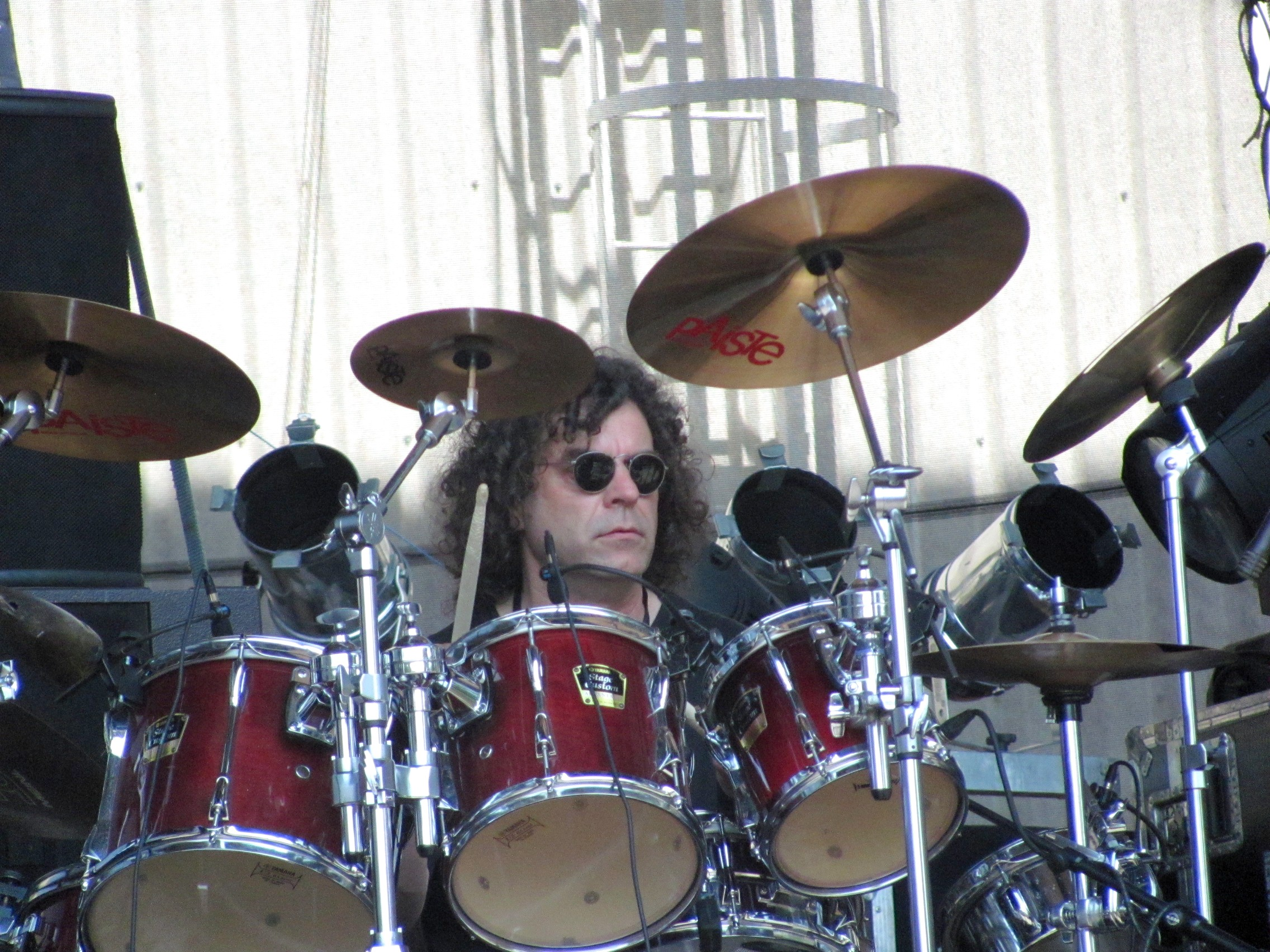
Jiří Pátek, Masters of Rock, 2010

Píseň v 4⁄4 taktu, v tempu presto, cca 190 BPM, má základní kameny v podobě prvního refrénu, sloky a druhého refrénu. První refrén představuje nejznámější riff písně a je hudebně shodný s plynule na něj navazující slokou, tvoří je energicky zahrané akordy G dur, A# dur, C dur, s následným návratem na tóniku G dur, vše po čtyřech dobách. Druhý refrén o kriminalitě mládeže potom tvoří dvakrát rychleji se střídající, tedy dvoudobé akordy F dur a G dur a po třech vystřídáních je refrén napoprvé zakončen akordem A# dur na čtyři doby s rytmickou přiznávkou dle textu. V repetici je refrén zakončen prostřídáním akordů A# dur, F dur a G dur kopírující melodii zpěvu se stejnou rytmickou přiznávkou jako v prvním opakování.
Skladbu v podobě vydané na albu Traktor zahajuje předehra, vlastně první refrén zahraný čtyřikrát bez zpěvu. Následuje dvakrát refrén se zpěvem a potom hned píseň přechází ke sloce založené stále na tomto hudebním riffu, který během sloky zazní opět dvakrát. Píseň pokračuje do druhého refrénu, který zazní jednou ve verzi s A# dur a podruhé ve verzi s A# dur, F dur a G dur. Následuje mezihra v podobě dvojího opakování úvodního riffu a nato zazní druhá sloka a opět se opakuje druhý refrén v nezměněné formě. Před třetí slokou se čtyřikrát opakuje hlavní riff z úvodu, který doprovází kytarové sólo. Po poslední třetí sloce následuje opět druhý refrén a píseň zakončuje první refrén dvakrát zazpívaný normálně a dvakrát se zrychlenými výkřiky.

## Vydání
Skladba byla vydána na 8 albech skupiny Visací zámek, na dvou kompilacích s dalšími interprety a uveřejněna byla i v rámci dalších děl.

### Alba Visacího zámku
- Visací zámek, 1990, délka 2:48[3][p. 9] (na remasterovaném vydání z roku 1995 a dalším vydání z roku 2002 délka 2:52)[34][35]
- Traktor, 1993 a 2002, délka 3:18, pod názvem „Trakař“[4][33][36]
- Zámkománie (Best Of), kompilace, 1998[37]
- Žofín, 2002, délka 3:12, živě z roku 1984[38]
- 25 Let, 2008, živý audio i videozáznam + videozáznam reprodukce hostujícího tria Ivana Hlase[39][40]
- Atentát Na Kulturu, 2012, živě z roku 1983 a 1988[41][42]
- Sakumprásk! (1982–2012), 2012, komplet všech dříve vydaných 15 CD a 2 DVD se všemi obsaženými verzemi písně[43][44]
- Platinum Collection, 2013, kompilace s verzí písně z roku 1990[45][46]

### Kompilace sdalšími interprety
- Radio Beat doporučuje díla českých mistrů (červená edice), 2004, délka 2:52[47]
- Tři sestry, Visací zámek, Fanánek a Synové výčepu – Beatová síň slávy, 2009; podání písně „Traktor“ ve společném provedení s Třemi sestrami[48][49][p. 10]

### Videoklipy
První videoklip písně vznikl v roce 1993. Klip je z prostředí koncertu plného tančících fanoušků, prostřihávají ho ilustrativní záběry výjevů z písně, jako jsou staré traktory při práci nebo policisté zatýkající mladíka.
V roce 2001 představil Ondřej Konrád v pořadu Na Kloboučku České televize společně se skupinou Support Lesbiens i kapelu Visací zámek. V rámci pořadu zazněla i píseň „Traktor“ s jednoduchým videoklipem natočeným ve studiu pořadu. Na něm kapela energicky hraje na pódiu a na chvíli ji podpoří i energicky tančící děti.
Další videoklip s písní „Traktor“ skupina natočila v roce 2015 jako pozvánku na svůj koncert konaný k 33. výročí založení kapely 12. prosince v Malé sportovní hale na pražském výstavišti s kapelou Plexis, Slobodná Európa a s několika hostujícími osobnostmi. K natáčení videoklipu tamtéž si kapela předtím pozvala 33 svých přátel, jako je například Václav Bláha, Jan Homola, Slávek Janda, Dušan Lébl z Plexis, Ota Hereš, Izzi z kapely Doga, Petr Lebeda, Zdeněk Růžička, Vladimír Zatloukal, Láska z kapely Zakázaný ovoce, Pavel Pešata a další a každý z nich zahrál riff svým osobitým způsobem. „Traktor pod tím nákladem potěšeně bublal“, ohodnotil výkony svých přátel ve videoklipu Jan Haubert.

#### Oficiální videoklip

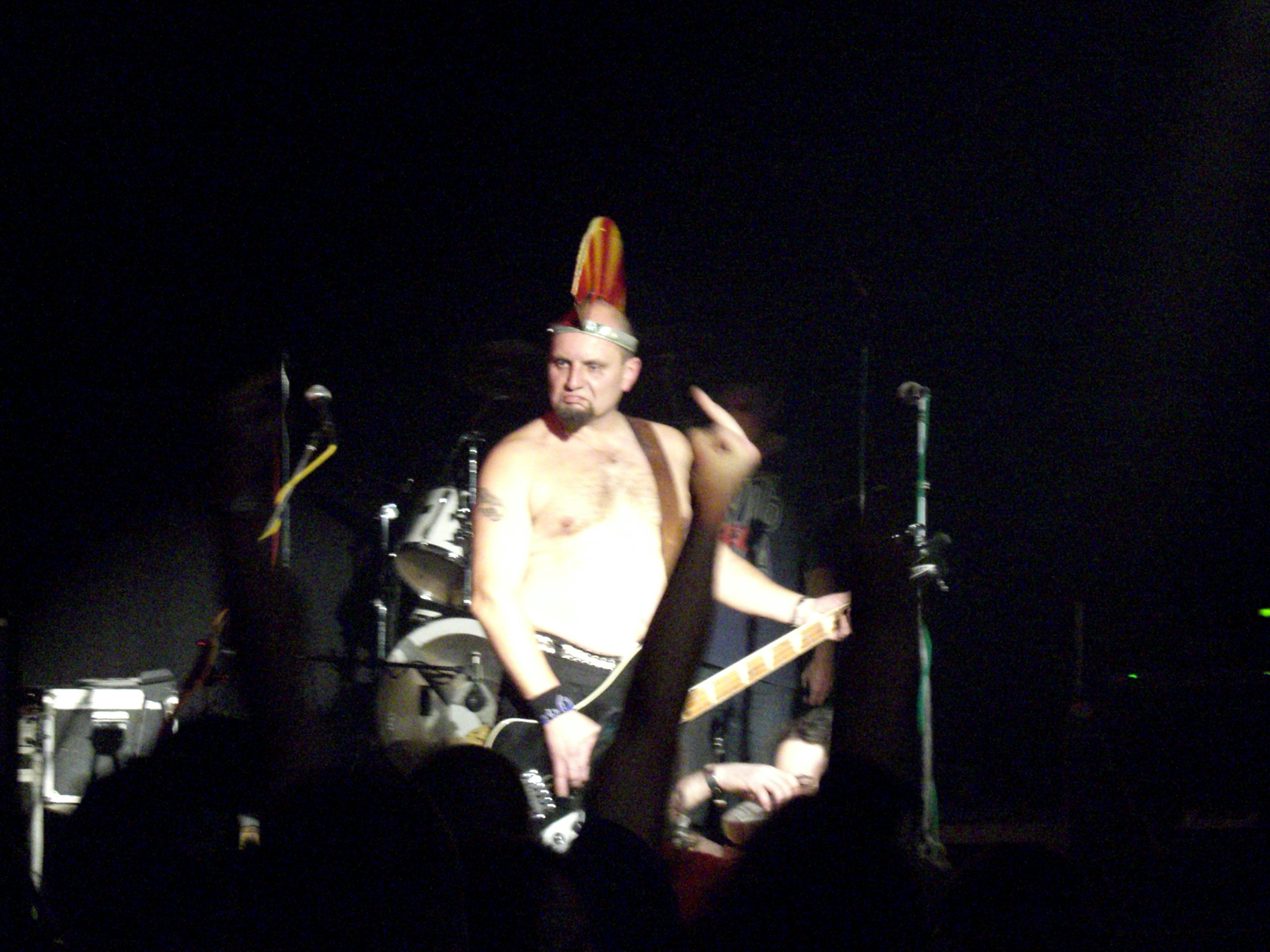
Vladimír Šťástka v Divadle pod Čarou, Písek, 2007

Po 35 letech kapela Visací zámek natočila k písni regulérní a okázalý videoklip, který představila jako svůj příspěvek k oslavám 100. výročí založení republiky. Tématy videoklipu byly podle Hauberta v době natáčení společensky aktuální otázky likvidace drobného zemědělství a likvidace životního prostředí. Kapela se tak ve videoklipu vymezovala vůči fenoménu Agrofert. Oficiální křest měl klip na koncertu k 36. výročí kapely v Lucerně, 9. listopadu 2018. Kapela samozřejmě zahrála i tuto píseň a mimo to použila při koncertě bicí s maskou z traktoru.
Klip se odehrává na statku obhospodařovaném punkovou rodinou. Hospodářka vybírá ráno poštu a mezi obálkami s modrým pruhem nachází obvyklý inzerát na práci v nedaleké agronomické firmě, který jako vždy hned vyhodí. Její muž vyráží na pole se starým traktorem a nedaleko stojící továrna z inzerátu vypouští šedý a výrazně žlutý dým, kolem ní hnojí moderní traktory lány jasně žlutou látkou, hospodář má žlutě zamořenou vodu pro zvířata a nemá valnou úrodu. Mezitím rodina dostává už i obálky s červeným pruhem, stará technika dosluhuje a dochází peníze. Zoufalí hospodáři statek dají k prodeji a přijímají opakující se nabídku na práci v továrně. Oba dostávají na nových pozicích žlutou kombinézu jako ostatní pracovníci, a hospodář jde na stanoviště, kde se nakládá s látkami představujícími biologické riziko. Hospodářka je zase přidělena na pásovou linku s kuřaty. Po krátké zkušenosti, při které zvládnou rozvrátit celou továrnu, z ní oba utíkají zpátky na statek a na svá pole, na kterých zpovzdálí s úlevou sledují, jak celá továrna exploduje.

### Kniha
V roce 2010 vyšla kniha Jana Hauberta k 28. výročí vzniku kapely Visací zámek s názvem Traktor – Visací zámek. Kniha obsahuje 27 různých mutací písně „Traktor“ ve světových jazycích plus originál.

### Předělávky
V roce 2000 vydala skupina Visací zámek album Visací zámek: Znovu zasahuje. Výkonný producent a manažer kapely Martin Dont na něm jako bonus zveřejnil svou elektronicko-punkovou předělávku „Traktoru“ s názvem „Lokotraktor“. Skladba podle kritika Hynka Justa získala kombinací elektrické kytary s elektronikou novou dimenzi zvuku a barvy bez ztráty původního ducha a náboje.
Skupina Morčata na útěku vydala v roce 2004 na albu Hlavně se s tím nesrat parodickou předělávku „Hani & Iki“ s jiným textem. Slovenská skupina Mäso vydala v roce 2006 na albu Potopa cover verzi v hardcorovém podání.

### Další zveřejnění
V roce 1993 natočil Petr Zelenka jako svou režisérskou prvotinu mystifikační hudební dokument Visací Zámek 1982–2007 pro tvůrčí skupinu Čestmíra Kopeckého z České televize. Jde o fiktivní portrét skupiny očima budoucího roku 2007. Obsahuje i záznam písně „Traktor“ a fiktivní pojednání o jejím vzniku. Podle dokumentu vzniká píseň někdy v době okolo roku 1984 víceméně náhodou, když Jan Haubert přichází za svojí bývalou učitelkou klavíru a ukazuje jí svůj nový riff. Učitelka ho chválí, ale doporučuje mu změnu v posledním akordu, a sice aby namísto zvýšení sjel dolů na dominantu. Tak vzniká finální verze nejslavnější písně, s kterou zažívá kapela úspěch.
V roce 2000 byl natočen dokumentární cyklus České televize o historii české a slovenské rockové hudby Bigbít. V 41. cyklu, kde se mimo jiné mluví o punku druhé poloviny 80. let, byla zmíněna i skupina Visací zámek. V rámci pořadu zazněla jejich skladba „Traktor“ v nahrávce z roku 1988, kterou doprovází černobílé dobové záběry traktorů zdolávajících terénní překážky.
V roce 2018 vyšel díl pořadu Kombo České televize o skupině Visací zámek, jehož součástí byl i prostřih koncertem k 35. výročí založení kapely z Lucerny z 16. listopadu 2017. V rámci toho zazněla i píseň „Traktor“.

## Ohlasy a ocenění

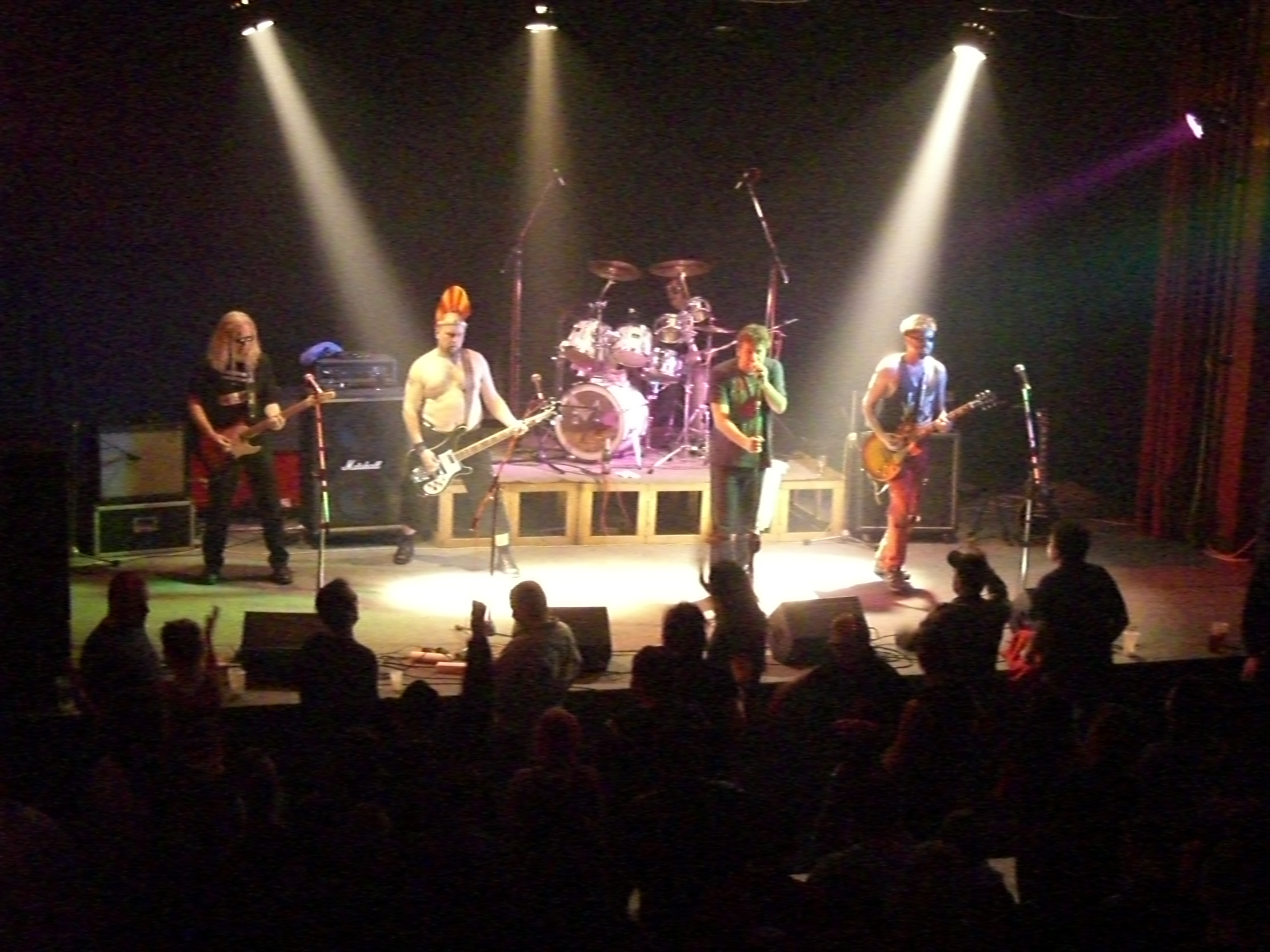
Skupina Visací zámek, Divadlo Pod čarou, Písek, 2007

Když novináři hodnotí tuto píseň, nezřídka používají přívlastky jako legendární skladba skupiny Visací zámek nebo nejslavnější píseň skupiny, zazněl i přívlastek nejgeniálnější píseň o bramborové brigádě, hymna české punkové scény, dávno zlidovělý megahit nebo absolutně nejlepší a zatím nepřekonaný hit, i když podle Jana Hauberta skladba „Známka punku“ pověst „Traktoru“ asi překonala.
V roce 2014 tento kus jednoznačně vyhrál čtenářskou anketu portálu iDNES.cz o nejlepší český kytarový riff všech dob, inspirovanou podobnou soutěží v britské BBC. Z celkových 6 969 hlasů jich obdržel 2 411 s náskokem 800 hlasů na druhou skladbou v pořadí – „Planeta Hieronyma Bosche II“ od kapely Progres 2. O dalších 800 hlasů méně měla píseň „Život je takovej“ od Tří sester, která skončila na třetím místě. Vedle čtenářské ankety hlasovali také hudební publicisté, kteří ale ocenili jiné riffy. Antonín Kocábek, tehdy působící v časopisu Týden, okomentoval úspěch „Traktoru“ v anketě mezi čtenáři tak, že pro něj bylo překvapením, když čtenáři sáhli po Visacím zámku a zvolili přitom tuto jejich nejpopulárnější skladbu namísto například daleko údernějšího riffu písně „Neumětel kovový“.
V roce 2019 přišla anketa Beatová síň slávy s novou kategorií ocenění pro legendární písně. Hned v prvním ročníku obdržela nominaci i píseň „Traktor“, nicméně vybrána byla skladba „Čajovna“ od skupiny Blue Effect. „Traktor“ byl ale zařazen do Beatové síně slávy hned v ročníku následujícím, tedy v roce 2020.